# Turzynów (przystanek kolejowy)
Turzynów – przystanek kolejowy w Turzynowie (powiat kolski). Położony przy linii kolejowej Warszawa Zachodnia - Kunowice.

## Ruch pasażerski[1]
| Rok  | Wymiana pasażerska na dobę |
| ---- | -------------------------- |
| 2017 | 10-19                      |
| 2018 | 10-19                      |
| 2019 | 10-19                      |
| 2020 | 0-9                        |
| 2021 | 0-9                        |
| 2022 | 10-19                      |
| 2023 | 10-19                      |

## Połączenia
- Kłodawa
- Konin
- Kutno
- Łódź
- Poznań
- Skierniewice
- Zduńska Wola